# Герб Нової Шотландії
Герб Нової Шотландії є геральдичним символом канадійської провінції Нова Шотландія. Це найстаріший провінційний герб Канади та найстаріший британський герб, що використовується за межами Великої Британії. Він блазоновоний так: У срібному полі, блакитний андріївський хрест, обтяжений щитком із королівським гербом Шотландії.
Спочатку герб був наданий 1625 року королем Карлом I для першої шотландської колонії на материковій частині Канади. Баронети Нової Шотландії, лицарський орден Великої Британії, також носять герб у вигляді геральдичного бейджа.
Герб вийшов з ужитку, коли Нова Шотландія приєдналася до Канадійської конфедерації 1867 року, але був відновлений 1929 році за королівським ордером Георга V.

## Історія

Герб Нової Шотландії у 1867-1929 рр.

Спочатку герб був наданий 1625 року королем Карлом I в рамках спроби шотландської колонізації Нової Шотландії під проводом сера Вільяма Александера. Він залишався у вжитку до середини ХІХ століття, коли з'явившись на великій печатці провінції, що приєдналася до Конфедерації в 1867 році. Після чого всі великі печатки провінції були замінені новими, поставленими в 1868 році. Новий герб Нової Шотландії мав включав лосося на блакитній смужці між трьома чортополохами на золотому полі. Провінційному уряду це не сподобалось і він хотів і надалі використовувати стару печатку, але федеральний уряд не вживав необхідних заходів для цього. Боротьба за відновлення історичного символу наростала і в 1929 році герб відновили. При видачі нового королівського ордера в 1929 році оригінальний герб був доповнений.
Щит 1867–1929 рр. був золотий із синьою або хвилястій балці лосось між трьома будяками.

## Символізм
Щит
Блакитний андріївський хрест на срібному полі є оберненим шотландським прапором (білий хрест Святого Андрія на блакитному полі). На ньому в щитку королівський герб Шотландії; золотий щит із червоним нестримним левом у подвійному бордюрі, прикрашеному геральдичними ліліями.
Геральдичний шолом
Золотий шолом має срібно-синій буралет та синій намет, що підбитий сріблом.

Клейнод
Дві руки, одна гола, а друга, одягнена в броню, тримає чортополох, що символізує Шотландію, і лавр, що символізує мир.
База
База у вигляді травёяного пагорба містить осот, а також арбутус або майбушку, квітковий герб Нової Шотландії, доданий під час відновлення герба в 1929 році.
Щитотримачі
Щитотримачами є єдиноріг з королівських гербів Шотландії, який нині використовуєбританська монархія, та представниккорінного народу мікмаків, корінний мешканець Нової Шотландії, який геральдичною мовою XVII століття був названий "дикуном".
Девіз
Munit haec et altera vincit ("Одна [рука] захищає, а друга підкорює"), розміщена над щитом у шотландській традиції.